# Miss Nicaragua 2012
La 30.ª edición de Miss Nicaragua se celebró el 17 de marzo de 2012 donde Adriana Dorn coronó a su sucesora, Farah Eslaquit en la que representará a Nicaragua en Miss Universo 2012.

## Lugares de competencia
| Resultados finales           | Candidata        | País Sede      | Puesto        |
| ---------------------------- | ---------------- | -------------- | ------------- |
| Miss Nicaragua Universo 2012 | - Farah Eslaquit | Estados Unidos | Top 10        |
| Miss Mundo Nicaragua 2012    | - Lauren Lawson  | China          | 1.ª Finalista |

## Resultados
| Resultados finales  | Candidata                           |
| ------------------- | ----------------------------------- |
| Miss Nicaragua 2012 | - Masaya - Farah Eslaquit           |
| 1.ª Finalista       | - León - Keykoll Montalván          |
| 2.ª Finalista       | - Chinandega - Reyna Pérez          |
| 3.ª Finalista       | - Granada - Violeta Majano          |
| 4.ª Finalista       | - Managua - Claudia Cuadra Cardenal |

### Premios especiales
- Mejor rostro - Alejandra Borge
- Miss Simpatía - Ivy Hunter
- Miss Fotogénica - Keykoll Montalván
- Mejor sonrisa - Alejandra Borge
- Miss Fitness - Claudia Cuadra Cardenal
- Miss Popularidad - Farah Eslaquit (por Votos Texto de Llamadas Heladas)

## Candidatas
Hasta el 20 de enero de las 12 candidatas fueron elegidas (en la tabla se utiliza su nombre completo, los sobrenombres van entrecomillados y los apellidos utilizados como nombre artístico, entre paréntesis; fuera de ella se utilizan sus nombres "artísticos" o simplificados):
| Nombre                  | Edad * | Estatura | Departamento representado |
| ----------------------- | ------ | -------- | ------------------------- |
| Ivy Hunter              | 20     | ----     | Bluefields                |
| Katherine Ivonn Salinas | 19     | ----     | Boaco                     |
| Ana Verónica Arellano   | 18     | ----     | Carazo                    |
| Reyna Pérez             | 19     | ----     | Chinandega                |
| Alejandra Borge         | 26     | ----     | Diriamba                  |
| Dania González          | 25     | ----     | Estelí                    |
| Violeta Majano          | 24     | ----     | Granada                   |
| Leydi Zeledón           | 25     | ----     | Jinotega                  |
| Keykoll Montalván       | 23     | ----     | León                      |
| Claudia Cuadra Cardenal | 26     | ----     | Managua                   |
| Farah Eslaquit          | 20     | ----     | Masaya                    |
| Alma Huerta             | 22     | ----     | Tipitapa                  |

## Historia del certamen
- Miss Nicaragua
- Miss Universo 2012